# La Paz (Estado de Mexico)
 For alternative betydninger, se La Paz (flertydig). (Se også artikler, som begynder med La Paz)
La Paz er en by i delstaten Mexico (Edomex) i Mexico. Byen har et indbyggertal på 304.088 (2020) indbyggere.